# Бари Шабака Хенли
Бари Џозеф Хенли (енгл. Barry Joseph Henley; Њу Орлеанс, Луизијана, 15. септембра 1954), познатији као Бари Шабака Хенли (енгл. Barry Shabaka Henley), амерички је филмски, позоришни и телевизијски глумац и продуцент.
Глумио је и у филмовима као што су Ђаво у плавој хаљини (1995), Гас до даске (1998), Али (2001), Колатерал (2004), Терминал (2004), Пороци Мајамија (2006), Отета (2012), Кери (2013) и другим.